# Le Loup gris et le Petit Chaperon rouge
Pour plus de détails, voir Fiche technique et Distribution.
Le Loup gris et le Petit Chaperon rouge (en russe : Серый волк энд Красная Шапочка, Seriy Volk and Krasnaïa Chapotchka) est un film d'animation en pâte à modeler réalisé en Union Soviétique par Garri Bardine en 1990, primé grand prix et prix du public au Festival international du film d'animation d'Annecy 1991.

## Synopsis
Le film est une adaptation humoristique du célèbre conte Le Petit Chaperon rouge sous forme de comédie musicale.
Vivant à Moscou, la mère du petit chaperon rouge envoie celle-ci apporter un gâteau à grand-mère Theresa, qui vit à Paris. La fillette fait le chemin à pied, et doit faire attention au criminel recherché qu'est le loup gris. Celui-ci rencontrera de son côté de nombreux protagonistes de contes célèbres tels que le docteur Aïbolit (ru), Guéna le crocodile, Tchebourachka, Les Trois Petits Cochons ou les Sept nains.

## Interprétation
Le loup serait une métaphore du régime soviétique, qui dévore tout le monde, même ceux qui n'ont rien fait contre lui ou qui l'ont aidé, comme par exemple le dentiste lui procurant ses dents en métal au début du film.[réf. nécessaire] Dents qui lui poseront un problème par la suite avec les autorités.
Le loup, qui ne connaît pas de limite à sa gloutonnerie, est représenté sous les traits d'un crooner famélique : les dents, qu'il a toutes neuves, sont carnassières et brillent, il a l'œil étincelant, il porte le nœud papillon et esquisse des pas de danse sur les airs à tue-tête interprétés, soit de Mack the Knife, soit de Tea for Two Cha-Cha, en engloutissant ses victimes.
Le petit chaperon rouge représente le petit peuple, qui paraît écrasé par le pouvoir symbolisé par l'imposante sculpture de L'Ouvrier et la Kolkhozienne, à l'ouverture du film. Il interprète des airs du folklore russe.

## Musiques
Tout le long du film, on peut entendre des musiques célèbres de divers compositeurs parmi lesquels : Isaac Dounaïevski, Vassili Soloviov-Sedoï, Kurt Weill, Carl Maria von Weber, Johann Strauss II, Andrew Lloyd Webber, Louiguy...
Parmi les morceaux notables on peut citer Les Nuits de Moscou qui jalonne le voyage du petit chaperon rouge, les chansons du loup : Mack the Knife ou Tea for Two Cha-Cha quand ils se rencontrent, la Vie en rose la chanson de grand-mère Theresa et Auld Lang Syne à la fin. Excepté pour la chanson d'Édith Piaf, les paroles originales des chansons ne sont pas respectées, seules les mélodies sont utilisées.
On entend également dans le film un extrait de la bande son de la comédie musicale Jésus Christ Superstar.

## Aspects notables
- La représentation pour le jeune public de la sculpture de L'Ouvrier et la Kolkhozienne qui apparaît au début du film est exposée au Musée Polytechnique de Moscou.
- Le film original est en russe, mais comporte des passages en français, lorsque le petit chaperon rouge atteint Paris (FR3 devient une station de radio qui diffuse Charles Aznavour, Georges Brassens, Nino Ferrer et Serge Lama) ou lorsque mère-grand fredonne La Vie en rose d'Édith Piaf.

## Distinctions
- Premier prix du Jury du Festival International du Film de Los Angeles 1991
- Grand Prix et Prix du public au Festival international du film d'animation d'Annecy 1991
- Diplôme au Festival international du film de Bratislava
- Nika Moscou (Russie) 1992